# Duxbury
Duxbury est une ville du Comté de Middlesex dans l’État du Massachusetts, aux États-Unis.
Elle a été incorporée en 1637.
Sa population était de 16 090 habitants en 2020.